# ニコライ・ゲー
ニコライ・ニコラエヴィチ・ゲー (フランスの祖先姓"De Gay"より由来)（ロシア語: Николай Николаевич Ге; 1831年2月27日（ユリウス暦 2月15日） – 1894年6月13日（ユリウス暦 6月1日））は、ロシアの写実主義画家、初期ロシアの象徴主義者。歴史的、宗教的モチーフの作品で知られる。

## 生い立ち
フランス系ロシア貴族の家系としてロシア帝国ヴォロネジにて生まれた。18世紀に祖父はロシアに移民した。両親は子供の頃に死没した。ゲーは農奴の乳母により育てられる。ゲーは第一キエフギムナジウムを卒業後、キエフ大学やペテルブルク大学で物理学や数学を学んだ。

## 画家活動

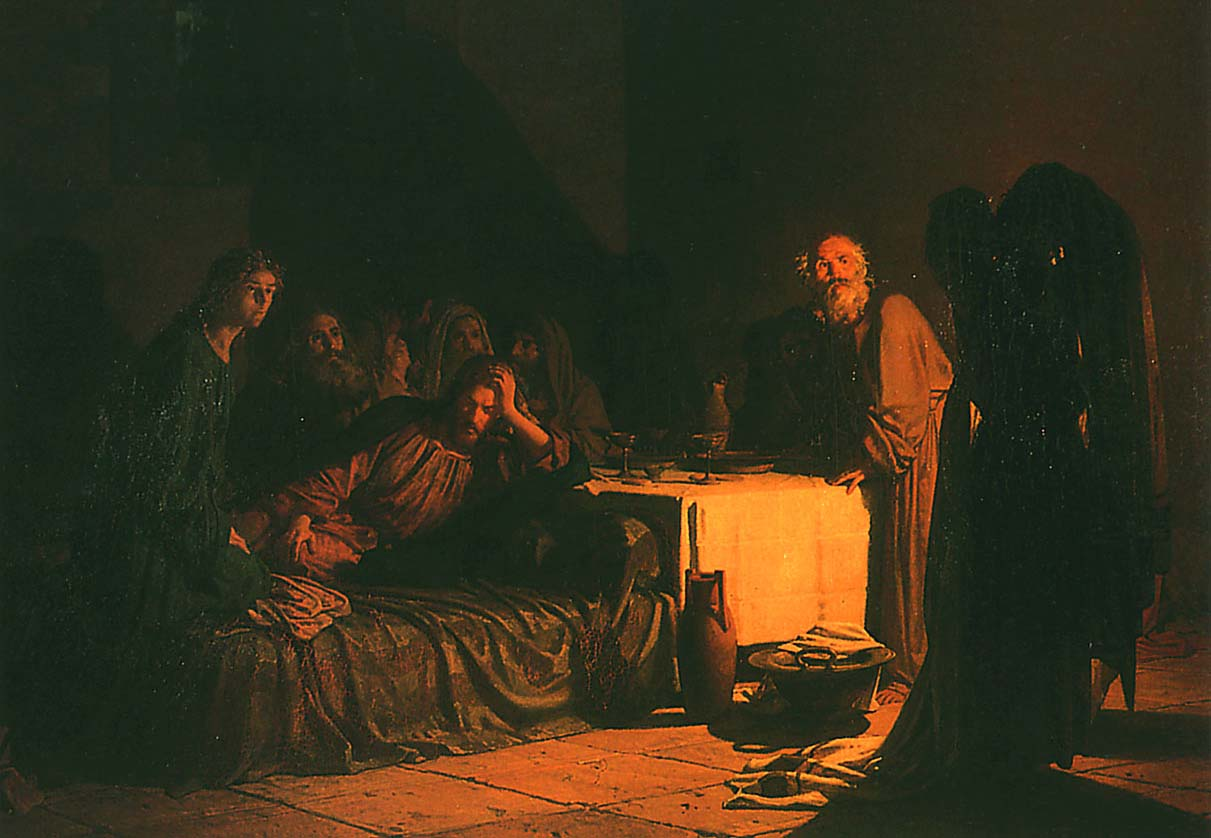
最後の晩餐、1863年

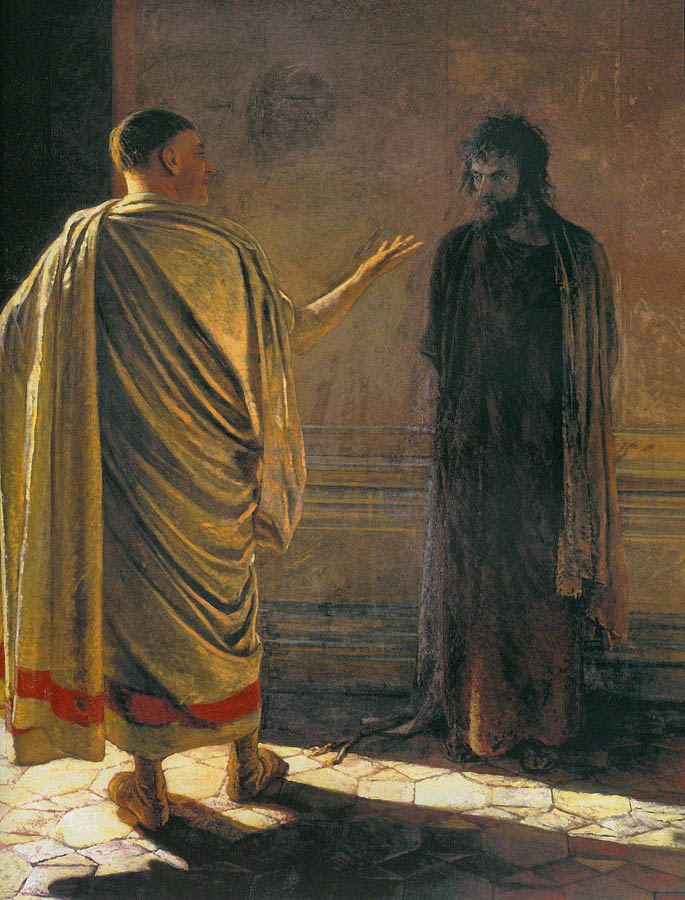
真理とは何か？ キリストとピラト

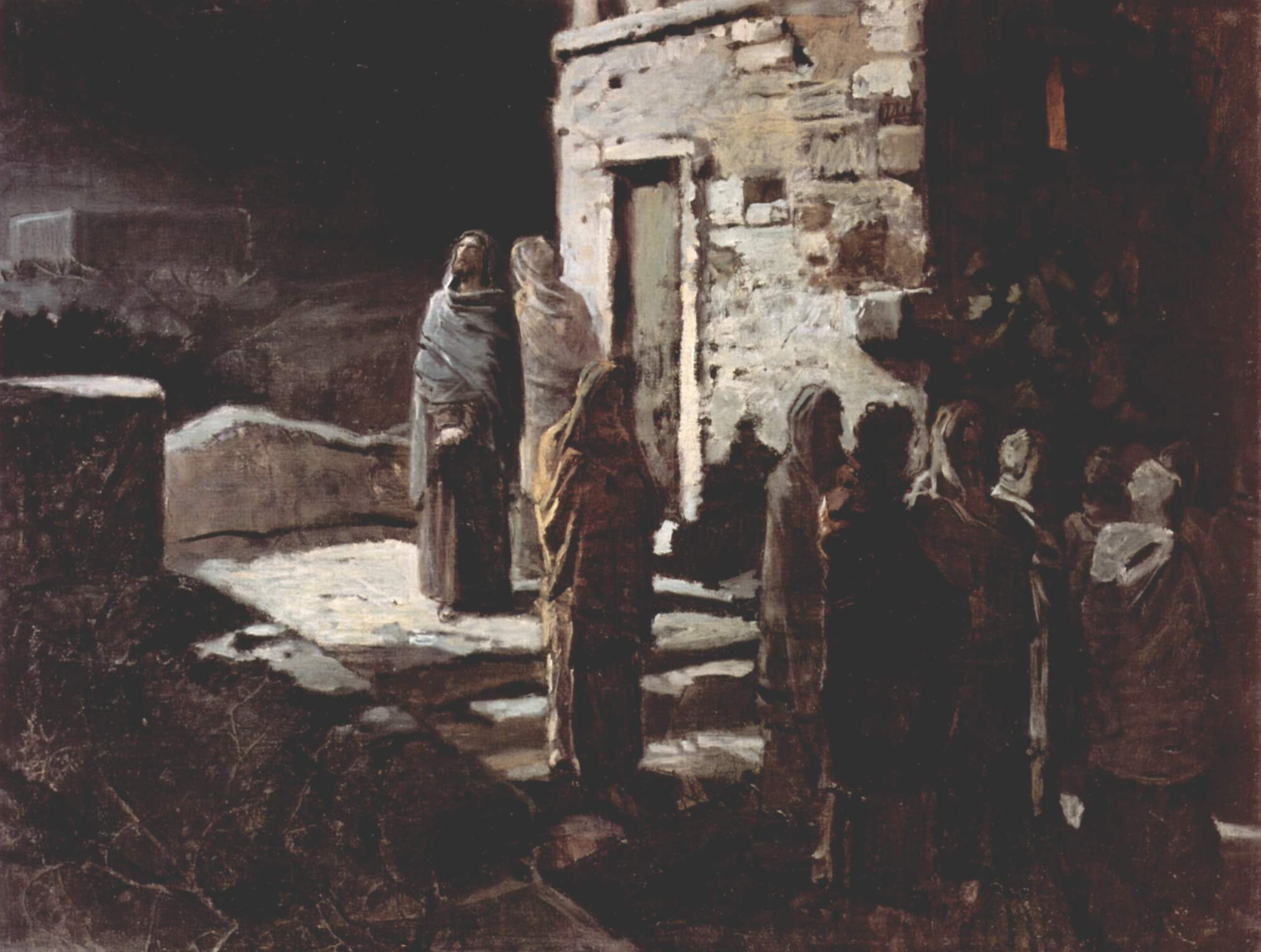
Christ、ゲツセマネの祈り、1888年

1850年にゲーは科学分野における研究を断念し、ペテルブルクの帝国芸術アカデミーに入学する。 彼は画伯ピョートル・バシンのもとに師事した。1857年に彼は絵画『The Witch of Endor Invoking the Spirit of the Prophet Samuel』で金メダルを授与されてアカデミーを卒業する。 ゲーによればその頃にカール・ブリューロフの影響を強く受けたという。金メダルを授与されたことから海外留学に必要な奨学金を約束された。 ゲーはドイツ、スイス、フランスを訪れる。1860年にゲーはローマでアレクサンドル・アンドレイェヴィチ・イワノフと出会いイタリアに居住する。このロシアの芸術家イワノフはゲーの将来の作品に強い影響を与えている。
1861年から1863年にかけて、ゲーはロシアの写真家セルゲイ・ルヴォヴィチ・レヴィツキーのいとこであるアレクサンドル・ゲルツェンの写真を参考にして絵画『最後の晩餐』を描いた。写真はレヴィツキーがキリストをイメージするような形で撮影していたものである。ゲーによれば「私はゲルツェンの肖像画を描くためロンドンに行きたいと思っていた　[...]　そして彼は私の要求に対してレヴィツキー氏の大きな肖像で応えてくれた。」と詳しく語っている。レヴィツキーが撮影したゲルツェンがうつる写真のポーズとゲーが描いたキリストの絵画のポーズとの間における類似点についてその日の新聞紙上にて「唯物主義及び虚無主義の大勝利」という見出しで歓迎された。この作品は絵画の主人公を描くための主要な参考資料として写真を用いた最初の例として知られる特別な出来事であり、写真がのちのフランス印象派のような芸術運動や美術に深く与えた影響は注目に値する。この絵画はゲーが帝国芸術アカデミーの教授を務めていた1863年のペテルブルクにて展示されて人々にとても強い印象を与える(最初にロシアのツァーリアレクサンドル2世が購入した)。
1864年、ゲーはフィレンツェに戻り、ゲルツェンの肖像画のみならず『Messengers of the Resurrection』や、『Christ on the Mount of Olives』の初版といった絵画を描いた。新しい絵画はほとんどといっていいほど失敗に終わり、帝国アカデミーは毎年恒例の展示会で絵画を出品することを拒否した。
1870年、ゲーは題材をロシアの歴史に変更したうえでペテルブルクに帰還した。絵画『Peter the Great Interrogates Tsarevich Alexey at Peterhof』(1871)は大成功を収めたが、他の歴史画についてはほとんど関心を示されなかった。
ゲーは一人前の男は農業で暮らしを立てていくべきであり、芸術は売買するべきものではないと書いている。ゲーはチェルニーヒウ県(現在のウクライナ)で小さなフートル(農場)を購入して引っ越した。ゲーはこの頃にレフ・トルストイと知り合いになり、トルストイの哲学の信奉者となった。
1880年代初頭、ゲーは宗教画や肖像画の製作に戻った。ゲーは誰もが個人に肖像権を持っていると主張。対象に差しつかえなければいかなる手数料であろうとも製作を承知してくれた。彼の肖像画における対象のなかにはトルストイ、ミハイル・サルトィコフ＝シチェドリン、聖書のユダがある。
のちに新約聖書を題材にした絵画はウラディーミル・スターソフのような進歩的な批評家から高く評価され、新約聖書よりもむしろエルネスト・ルナンを引き合いに出していた保守派から酷評を受け、神への冒涜のため当局によって禁じられた。さらに絵画『Quod Est Veritas? Christ and Pilate』 (1890)も展示を禁止される。絵画『The Judgment of the Sanhedrin: He is Guilty!』 (1892)は毎年開催されている芸術アカデミー展覧会の公認を拒否される。 絵画『The Calvary (Golgotha)』 (1893)は未完成のままで終わった。絵画『The Crucifixion』 (1894)はツァーリのアレクサンドル3世により禁止される。

## 死後
ゲーは1894年に農場で死去した。作品の多くの行方は謎のままである。ゲーは生涯にわたって受けていたスイスの後援者ベアトリス・ド・ヴァットヴィルからの金銭援助と引き換えにと彼女にゲーの作品のすべてを遺言で譲った。ヴァットヴィルは1952年に死去したとき彼女の豪邸にはゲー作品はまったく発見できなかった。失われた作品の中の一作である絵画『The Crucifixion』はゲーによれば最高傑作だったという。
ゲーの絵画はのちの1974年にスイスの古美術商店で美術品収集家により発見された。青年収集家クリストフ・ボルマンが購入した。彼は絵画の由来についてまったく見当もつかず、単純に価値のみを認識していた。約15年あまりのち、ソビエト連邦の知人がペレストロイカの頃に来訪したさいに帰属が明らかになる。
両者の間でロシアへの返還、権利獲得交渉が行われ – (一部のみ売却よりもまとめて全コレクションとして) – 1990年代の間は何度も交渉は決裂している。トレチャコフ美術館は美術館の常設展に供与するためそれら美術品の購入に向けてロシアの国営銀行から資金提供を受け、2011年に契約が締結されたばかりである。

## 作品

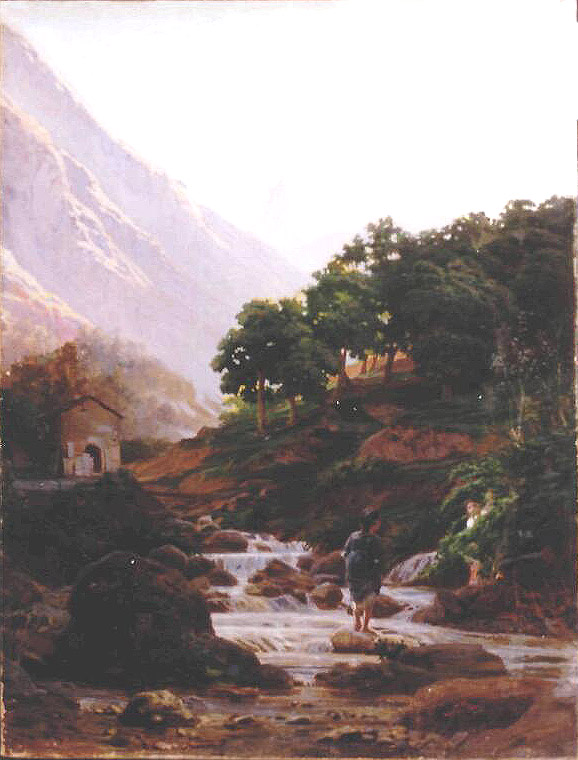
Carrara at Taganrog Museum of Art
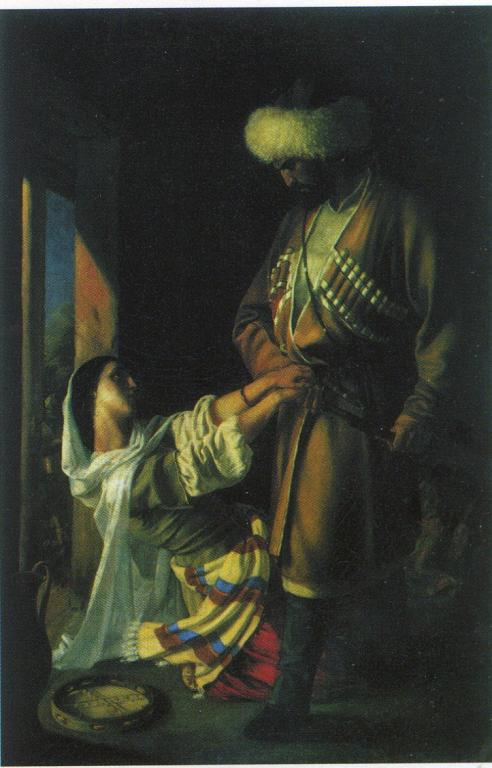
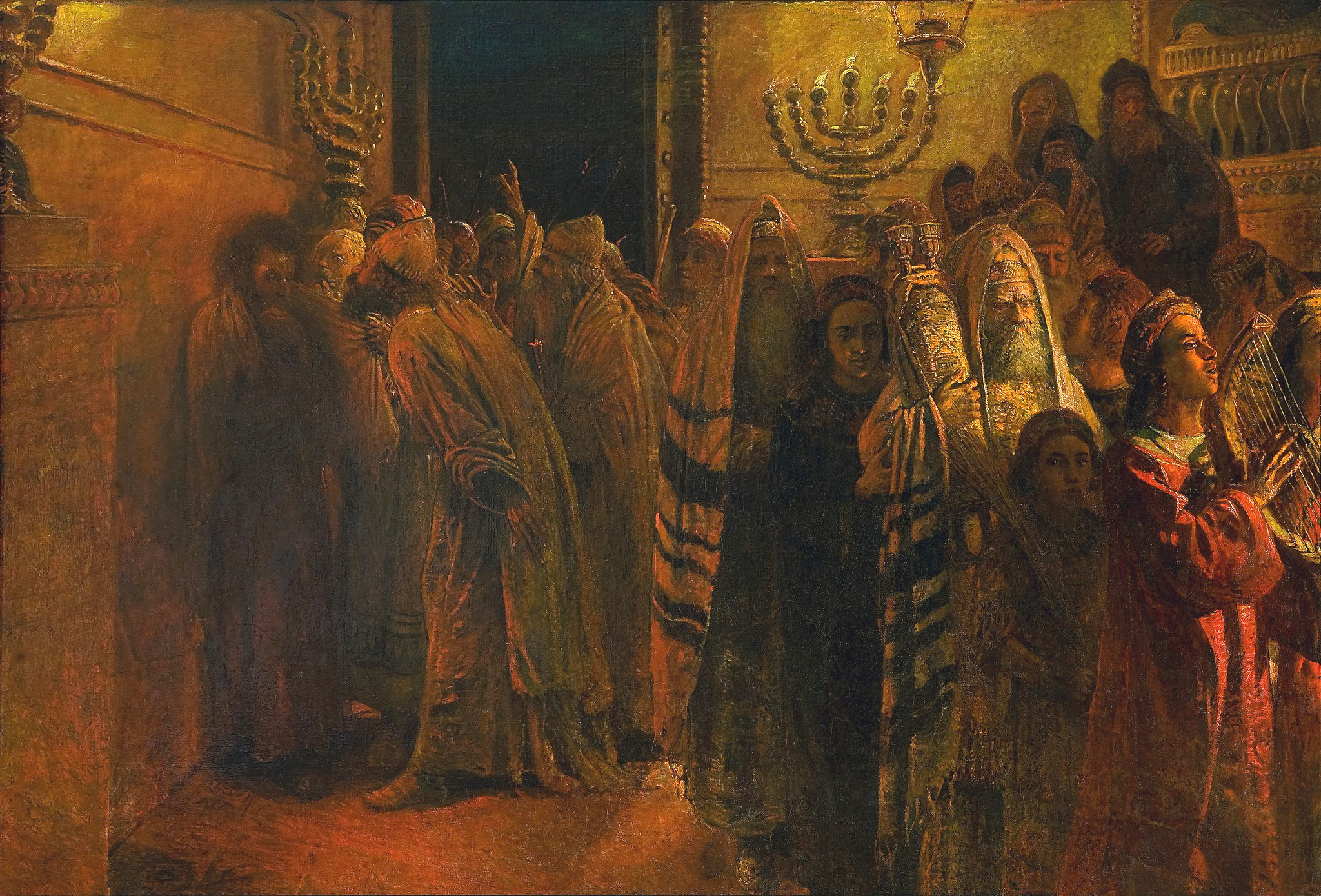
The Judgment of the Sanhedrin - He is Guilty!
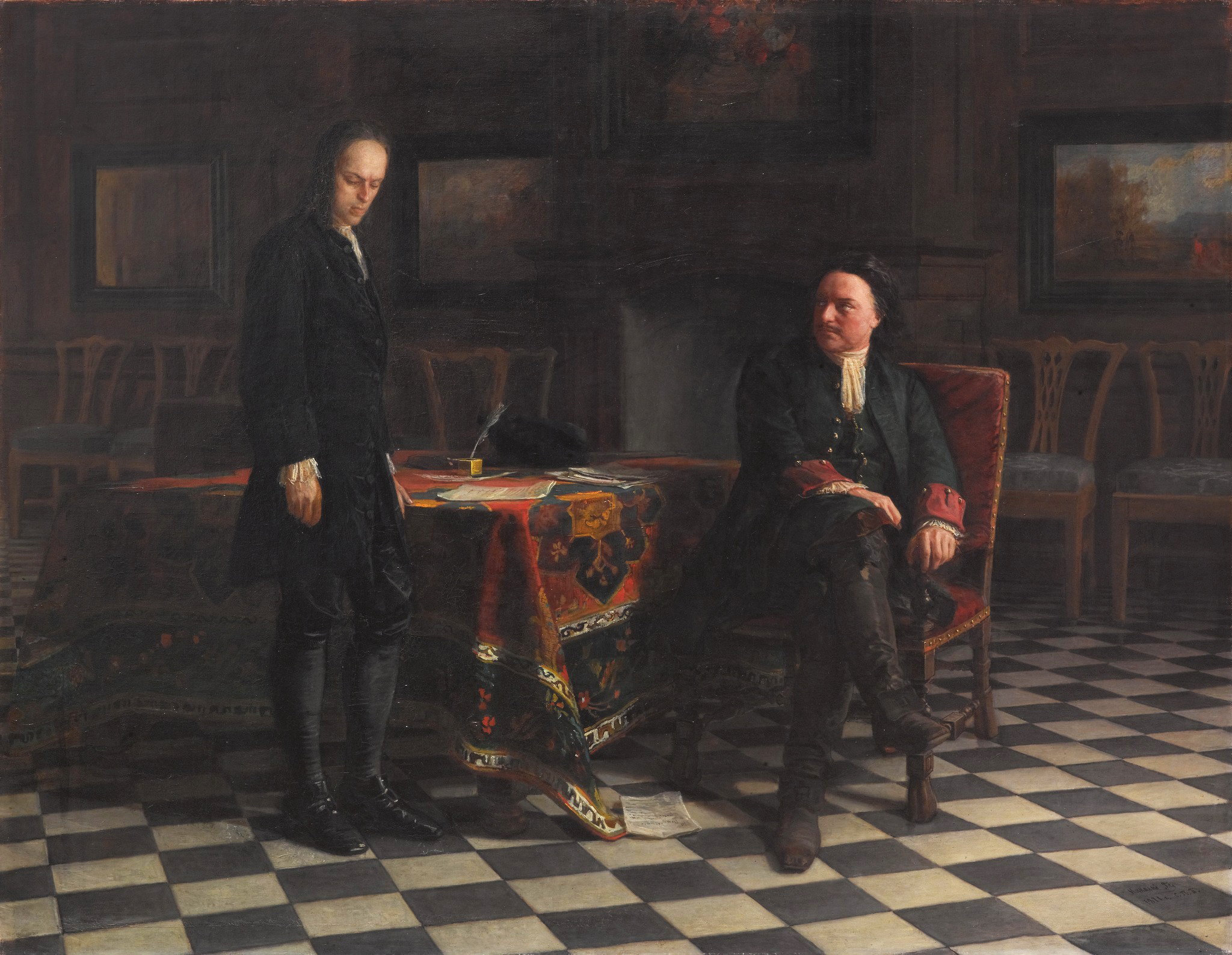
『皇太子アレクセイ・ペトローヴィチを尋問するピョートル1世（ロシア語版）』、1871年
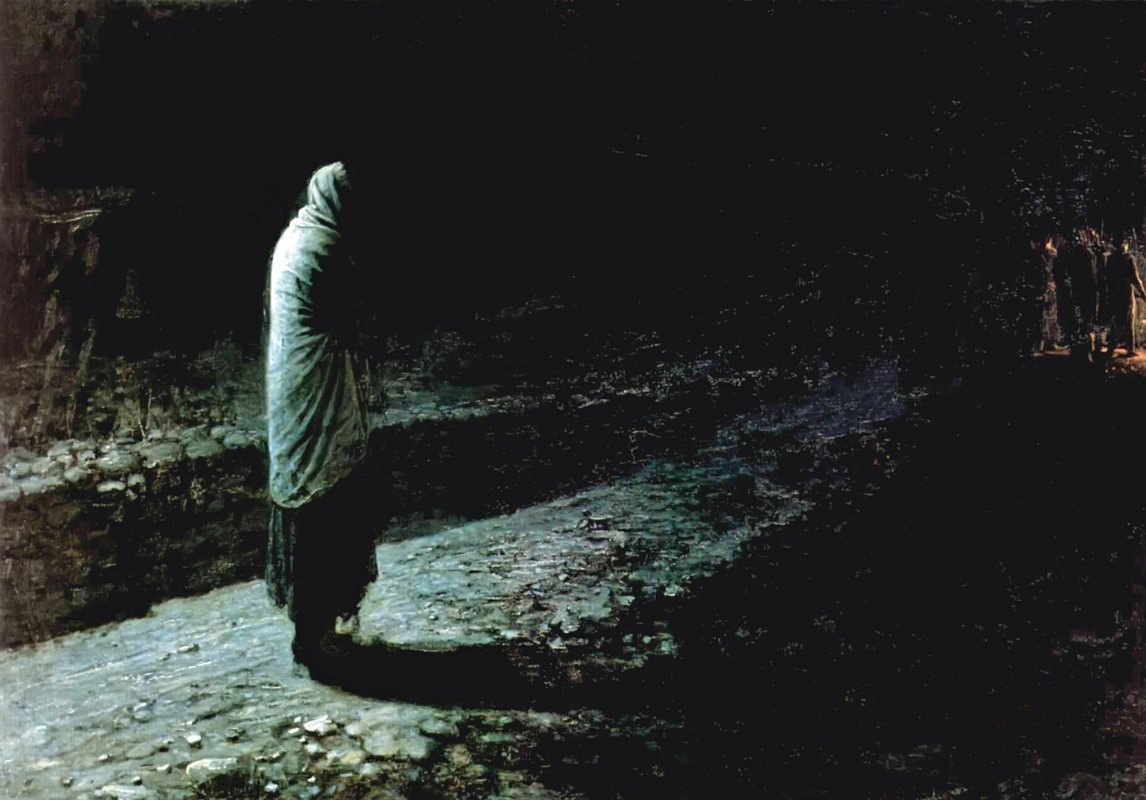
Conscience: Judas
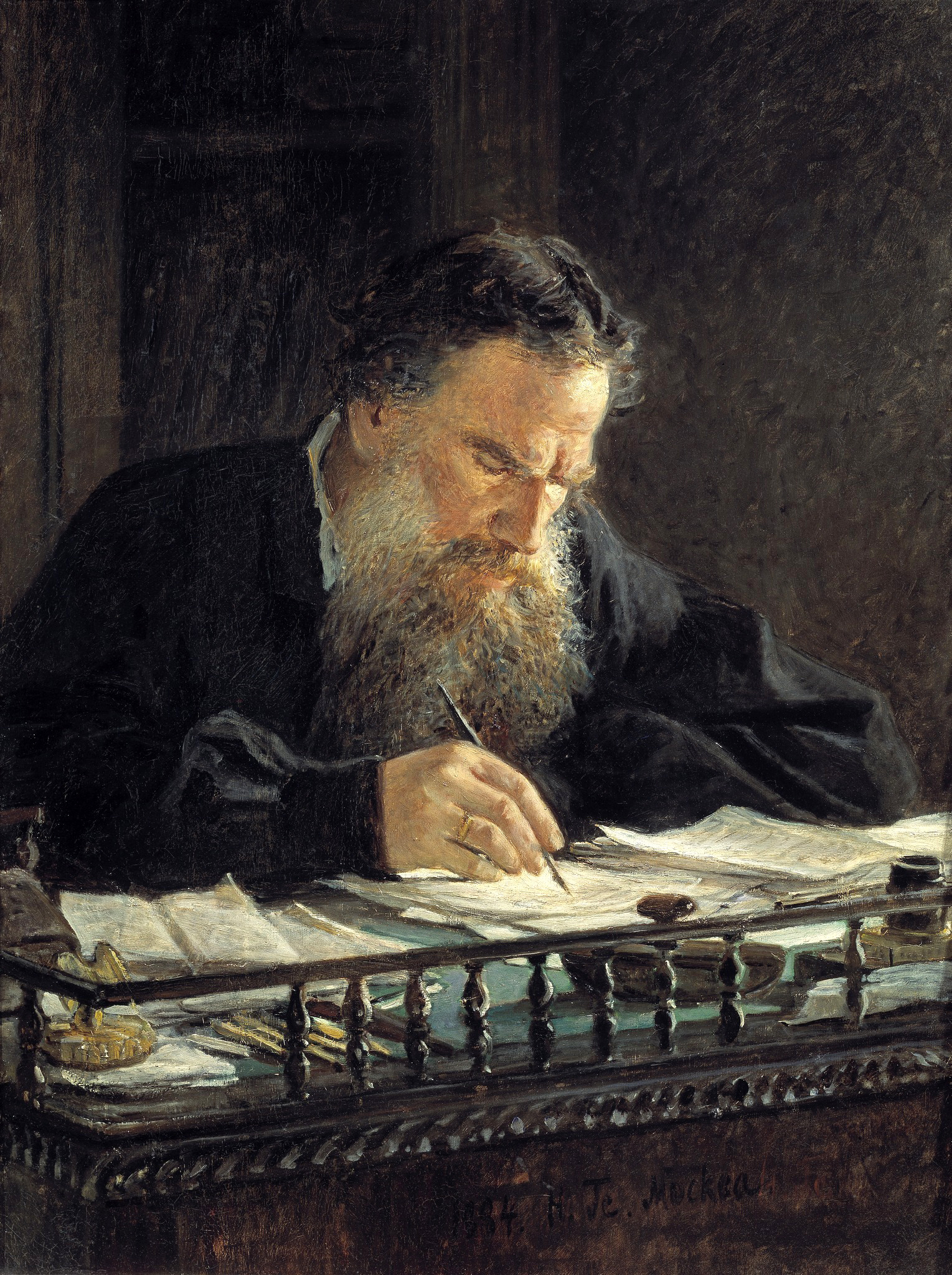
『文豪トルストイの肖像』、1887年
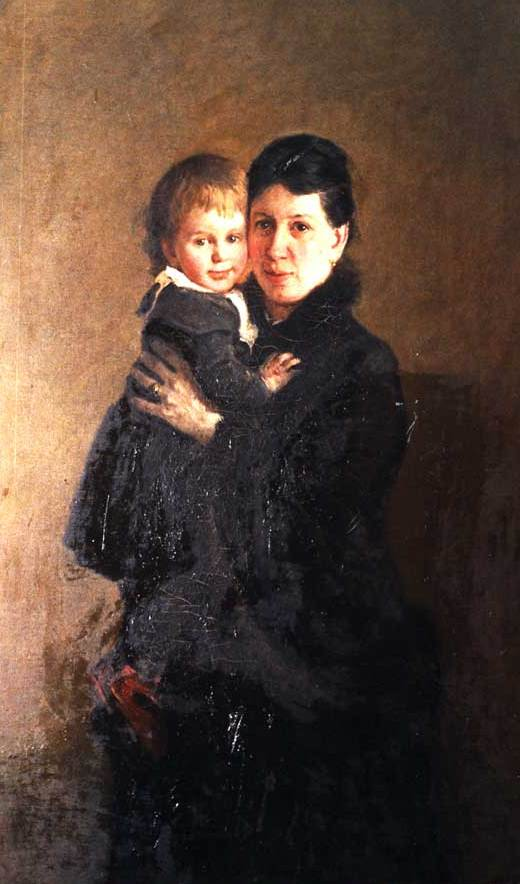
Sophia Tolstaya (レフ・トルストイの妻)
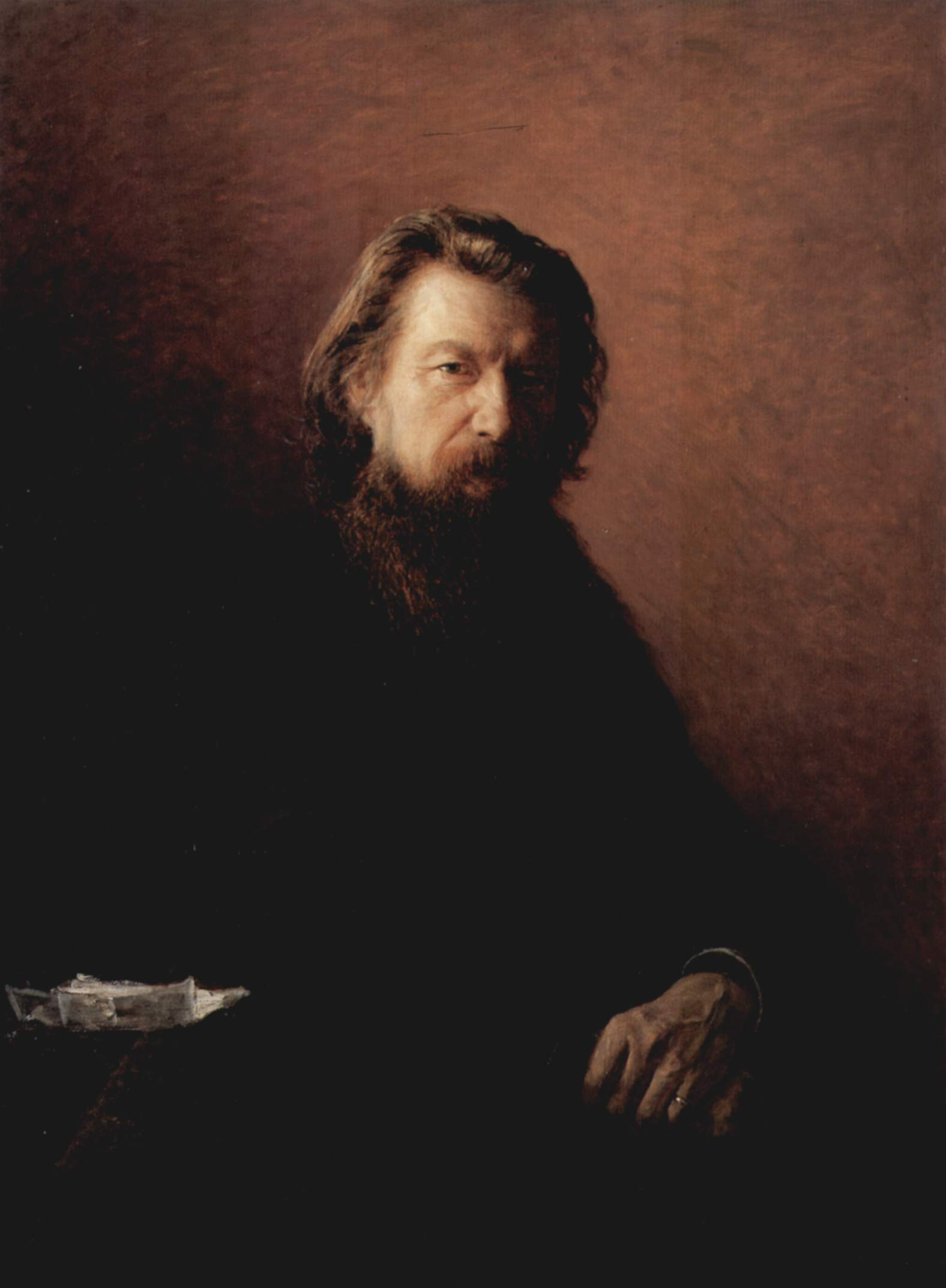
Portrait of Alexei Potechin
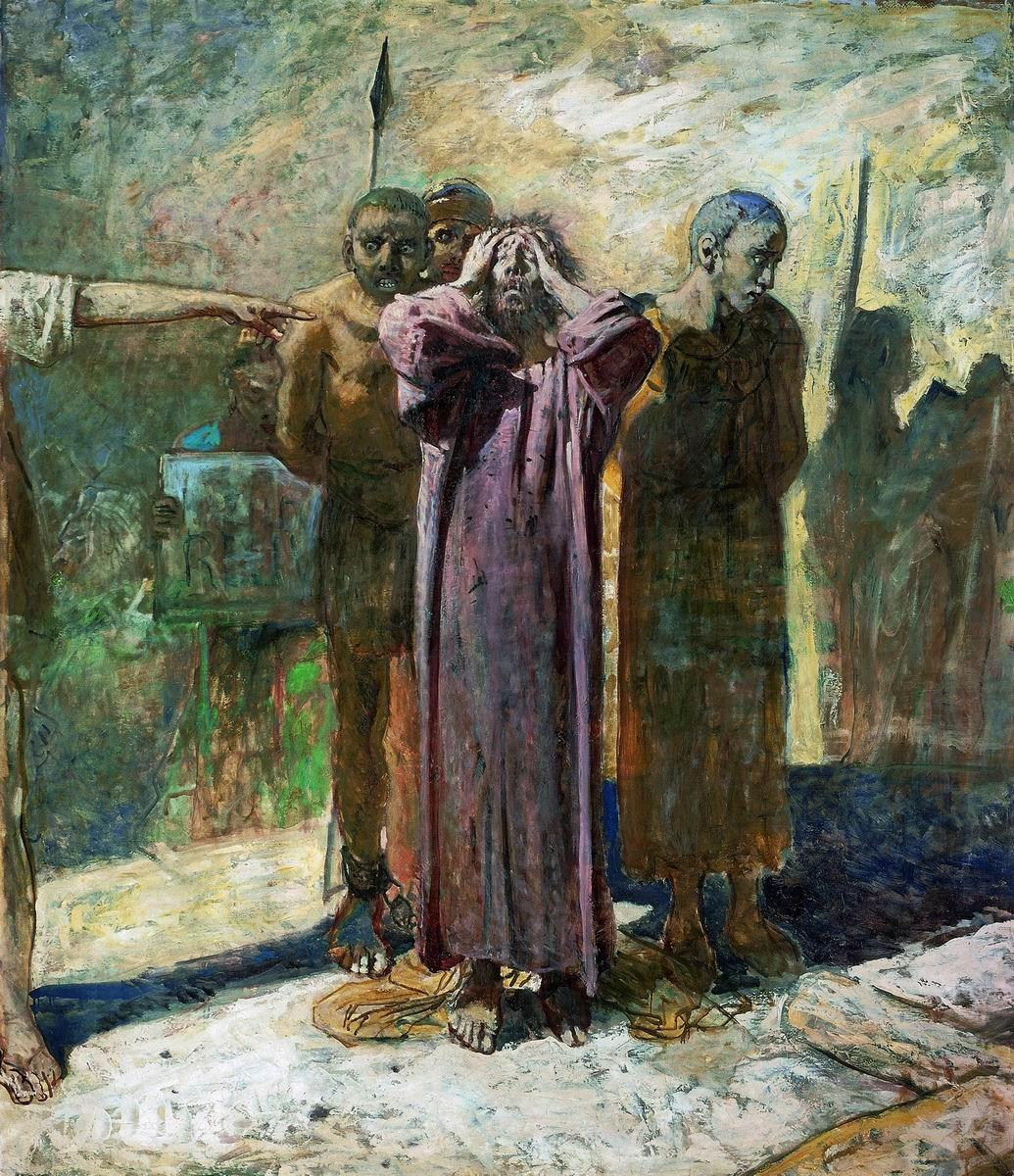
Golgotha
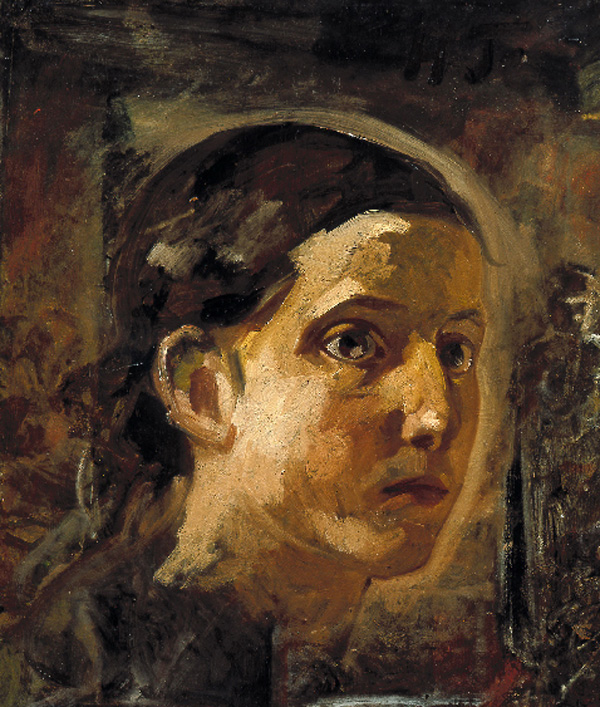
Study of John the Evangelist's head
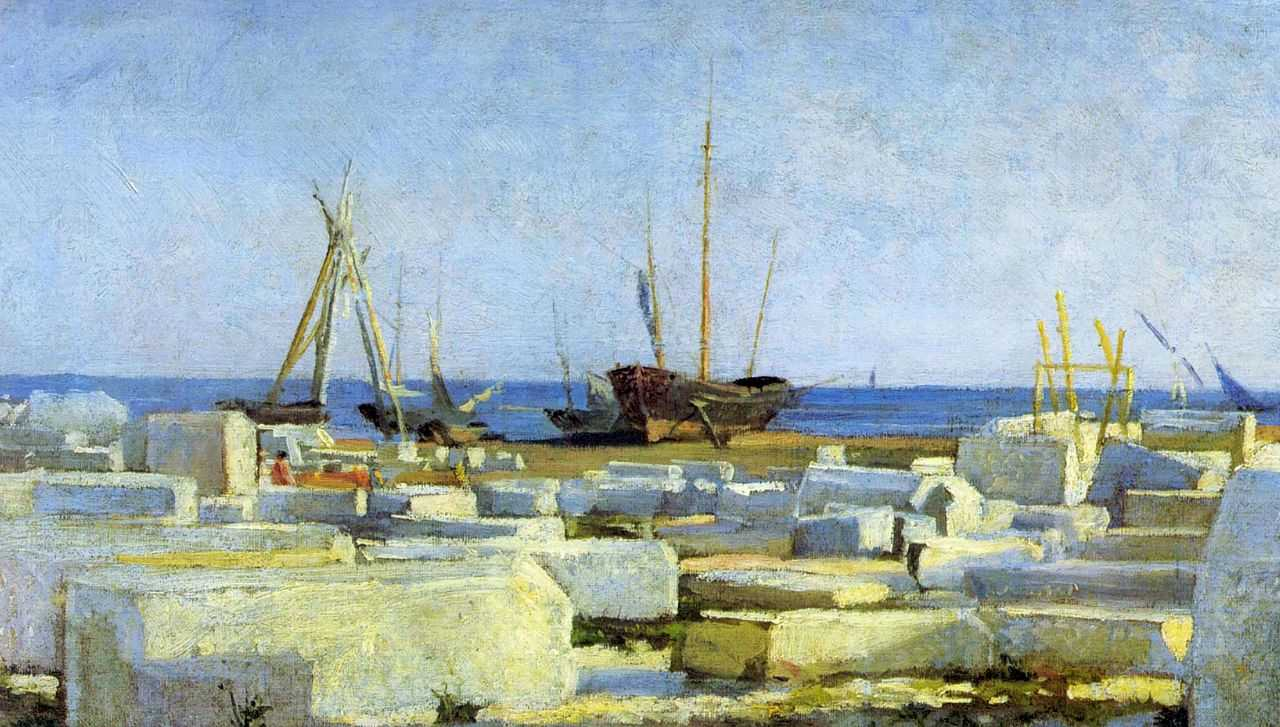
Carrara marble
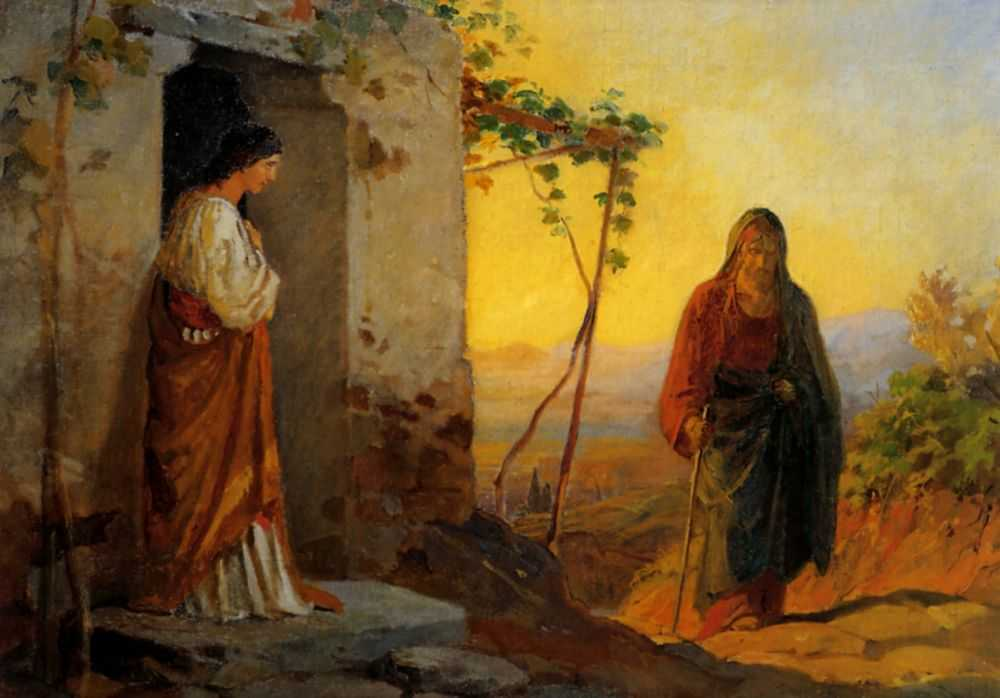
Maria, sister of Lazarus, meets Jesus who is going to their house

## 典拠
- “Nikolai Ge: A Chronicle of the Artist’s Life and Work | The Tretyakov Gallery Magazine” (英語). www.tretyakovgallerymagazine.com (2015年7月15日). 2018年5月30日閲覧。
- Biography （ロシア語）